# 佐藤長 (スーパーマーケット)
株式会社佐藤長（さとうちょう、英: SATOCHO CO.,LTD.）は、青森県弘前市に本社を置き、津軽地方および下北地方のむつ市でスーパーマーケットチェーン「さとちょう」を展開していた企業。
2023年6月26日に民事再生法の適用を申請し、同日付で保全・監督命令を受けた。その後も店舗の営業は継続されたが、同年10月20日に全24店舗が閉店し、そのうち18店舗が同月23日に青森トライアルへと譲渡された。

## 歴史
1897年（明治30年）9月に「佐藤商店」として弘前市松森町にて創業。豆腐製造業や青果物小売業を営んだ。1978年（昭和53年）に店名を「スーパー佐藤長」と改称し、スーパーマーケットへと転換。1984年（昭和59年）2月には「株式会社スーパー佐藤長」として法人化。1987年（昭和62年）6月に2号店となる「さとちょう小比内店」を開業させ、1990年代に入ってからは旧ウエルマート（青森ウエルマート）店舗建物の再利用などで店舗網を拡大した。
2011年（平成23年）には津軽地方外へ進出。マックスバリュ東北（現：イオン東北）が展開していたむつ市（下北地方）の2店舗の居抜きで出店した
2013年（平成25年）8月には青森県外へと進出。スーパーセンタートライアル盛岡青山店の水産部門のテナントとして「海鮮市場魚三 盛岡青山店」を出店。
2017年（平成29年）4月には本社を創業地（さとちょう松森町店）から現在地の桔梗野（旧さとちょう桔梗野店）へと移転し、業務を開始。
2019年（令和元年）3月には自社の水産ブランドである「魚三」を分社化し、株式会社魚三水産を設立。
2021年8月、同社の展開する食品スーパーの「さとちょう広田店」が、大手ディスカウンター「トライアルカンパニー」のノウハウを受け、「さとちょう Powered by TRIAL」として初の24時間営業を開始。
2015年9月、上北地方の七戸町に店舗を開店したものの、2018年5月をもって閉店し、食品スーパーは上北地方から撤退した。

### 民事再生法を申請・トライアルグループへ事業譲渡
佐藤長は、相次ぐ設備投資により金融債務が拡大。これに追い打ちをかけるかのように、2022年11月4日に当時の社長が突如退任。同年11月15日に無許可で労働者を受け入れていたとして、前社長が職業安定法違反で青森県警に逮捕され、地元マスコミにより前社長と反社会的勢力との関係が取り沙汰されたことで、取引先や金融機関からの信用が失墜したばかりか、資金繰りも悪化していった。さらに、2022年1月に事業を開始した株式会社青森食研の弁当・惣菜製造事業の不振も業績悪化に拍車をかけた。
佐藤長は金融機関による融資を受けられなくなったばかりか、前社長は関連会社の取締役も含めて辞任または解任される事になった。立て直しを図るべく、佐藤譲が新社長に就任してコンプライアンスの徹底による再発防止、全社を挙げての信頼回復を図った他、事実関係の調査ならびに取引先への事情説明などを行った。2023年5月に第三者委員会の調査結果が公表され、反社会的勢力との関係はないとの結果を公表した一方で、金融機関側は「認められないでは不十分。完全に白と証明してもらわないと困る」と第三者委員会の調査結果に異論を唱えた。
資金繰りが改善されない事から、佐藤長は、関連会社である株式会社青森食研と共に、2023年6月26日に青森地方裁判所弘前支部へ民事再生法の適用を申請。同日付で保全・監督命令を受けた。負債総額は佐藤長が63億4785万円、青森食研が6億2300万円となっている。
民事再生法申請当日に行われた記者会見では、代理人弁護士は「実態としては自転車操業だと銀行に指摘されていた」「金融機関による融資が停止されたことにより、2023年6月末に資金繰りの目途が立たなくなるため民事再生法を申請した」とコメントした。
佐藤長とトライアルホールディングスは2023年9月19日、佐藤長とヱスヱス商事が運営している24店舗中18店舗並びに、魚三に係わる棚卸資産および有形固定資産を含む資産の⼀部などを、同年9月4日にトライアルホールディングスが新たに設立した受け皿会社である株式会社青森トライアルへ、青森食研が手掛けている⾷品加⼯卸事業をトライアルカンパニーへ、それぞれ同年10月23日に譲渡する契約を締結した。代理人弁護士によると、トライアルグループへの譲渡対象外となった6店舗は、他の企業と譲渡に関する交渉を行っているという。譲渡対象外の6店舗の中には創業地である松森町店や旗艦店である樹木店（ヱスヱス商事が運営）も含まれるという。
同年10月20日を以って全24店舗が閉店されたことで事業撤退となり、同年10月23日に「さとちょう」18店舗と「魚三」が青森トライアルへ事業譲渡された。青森トライアルでは地域でのインフラ拠点を維持させるため、翌10月24日に金木店と平川尾上店（尾上店から店舗名も変更）の2店舗を「さとちょう」から「トライアル」に屋号変更の上で再開業したのを皮切りに、11月2日までに15店舗を順次「トライアル」に屋号変更の上で再開業された。早期での営業再開を優先させているため、当面は看板類などは従来通り「さとちょう」のままとなる。むつ新町店、浪岡店、常盤店は看板類を含めた全面改装が行われ、むつ新町店は食料品を中心とする小型業態の「TRIAL smart（トライアルスマート）」へ屋号を改め、同年12月1日にリニューアルオープン。浪岡店と常盤店は福岡県を中心に展開している小型業態の「TRIAL GO（トライアルゴー）」へ屋号を改め、浪岡店は同年12月8日、常盤店は同年12月15日に順次リニューアルオープンされた。なお、青森トライアルへ譲渡された店舗では、佐藤長で発行されたカード、商品券、お買物券が全て利用不可となり、カードはsmartむつ新町店とGO浪岡店はオープン時より、GO常盤店を含む残りの店舗は同年12月15日に他のトライアル店舗と共通となるプリペイド機能一体型ポイントカードの「トライアルプリペイドカード」へ切り替わった。トライアルグループへの譲渡対象外となった6店舗は他社へ譲渡されない場合は閉店した上で、不動産は売却される予定である。佐藤長が手掛けていた事業は、トライアルグループによって再建が図られる事になり、譲受前からトライアルカンパニーが運営する3店舗（おいらせ店・十和田店・八戸店、全てスーパーセンター業態）を含め、青森県でのトライアルグループの店舗数が大幅に増加されることなった。
関連会社であったヱスヱス商事も、2023年12月5日に青森地方裁判所弘前支部から破産手続開始決定を受けた。
佐藤長は事業譲渡後も民事再生手続を継続する。2023年11月までに再生計画を策定し、2024年1月下旬に行われる債権者集会において再生計画案を決議する予定とされた。その後再生計画案策定に「まだ時間が必要」として青森地裁弘前支部の許可を得て期限を延長。2月中に再生計画案がまとまり、2024年5月17日、債権者集会において佐藤長および青森食研の再生計画案がともに可決された。

## 沿革
以下、注釈の無い項目は公式サイトの情報によるもの。
- 1897年（明治30年）9月 - 「佐藤商店」として弘前市松森町にて創業[6]。後のさとちょう松森町店。
- 1978年（昭和53年）4月 - 店名を「スーパー佐藤長」に改称し、スーパーマーケットへ転換。「松森町店」を開業。
- 1984年（昭和59年）2月 - 現在の会社となる「株式会社スーパー佐藤長」を設立[2]。
- 1987年（昭和62年）6月 - 2号店となる「さとちょう小比内店」を開業[7]。以降、2000年（平成12年）12月までに「大原店」「相馬店」「常盤店」「高杉店」「浪岡店」「堅田店」「新宮店」を順次開業。
- 2001年（平成13年）11月 - チルド共配センターが稼動開始。
- 2003年（平成15年）
  - 4月 - セントラルキッチンセンターが稼動開始。
  - 5月 - 「広田店」が開業。
  - 12月 - 「森田店」が開業。
- 2005年（平成17年）
  - 6月 - ドライ共配センターが稼動開始。
  - 12月 - ヱスヱス商事が運営する「桔梗野店」および「寿町店」が開業。
- 2008年（平成20年）
  - 1月 - 「浜の町店」が開業。
  - 11月 - 「城東店」が開業。
- 2009年（平成21年）
  - 2月 - 「平賀店」が開業。
  - 3月 - 「尾上店」が開業。
- 2011年（平成23年）12月 - 「新町店」および「中央店」が開業。
- 2013年（平成25年）
  - 8月 - 「スーパーセンタートライアル 盛岡青山店」にテナントの「魚三」（水産部門）として出店。
  - 9月 - 「スーパーセンタートライアル 水沢姉体店」および「同 盛岡西バイパス店」にテナントの「魚三」（水産部門）として出店。
- 2014年（平成26年）
  - 7月 - 「金木店」を開業。
  - 12月 - 「スーパーセンタートライアル 八戸店」にテナントの「魚三」（水産部門）として出店。
- 2015年（平成27年）
  - 9月 - 「七戸店」を開業。
  - 11月 - 「スーパーセンタートライアル 北上店」にテナントの「魚三」（水産部門）として出店。

- 2016年（平成28年）

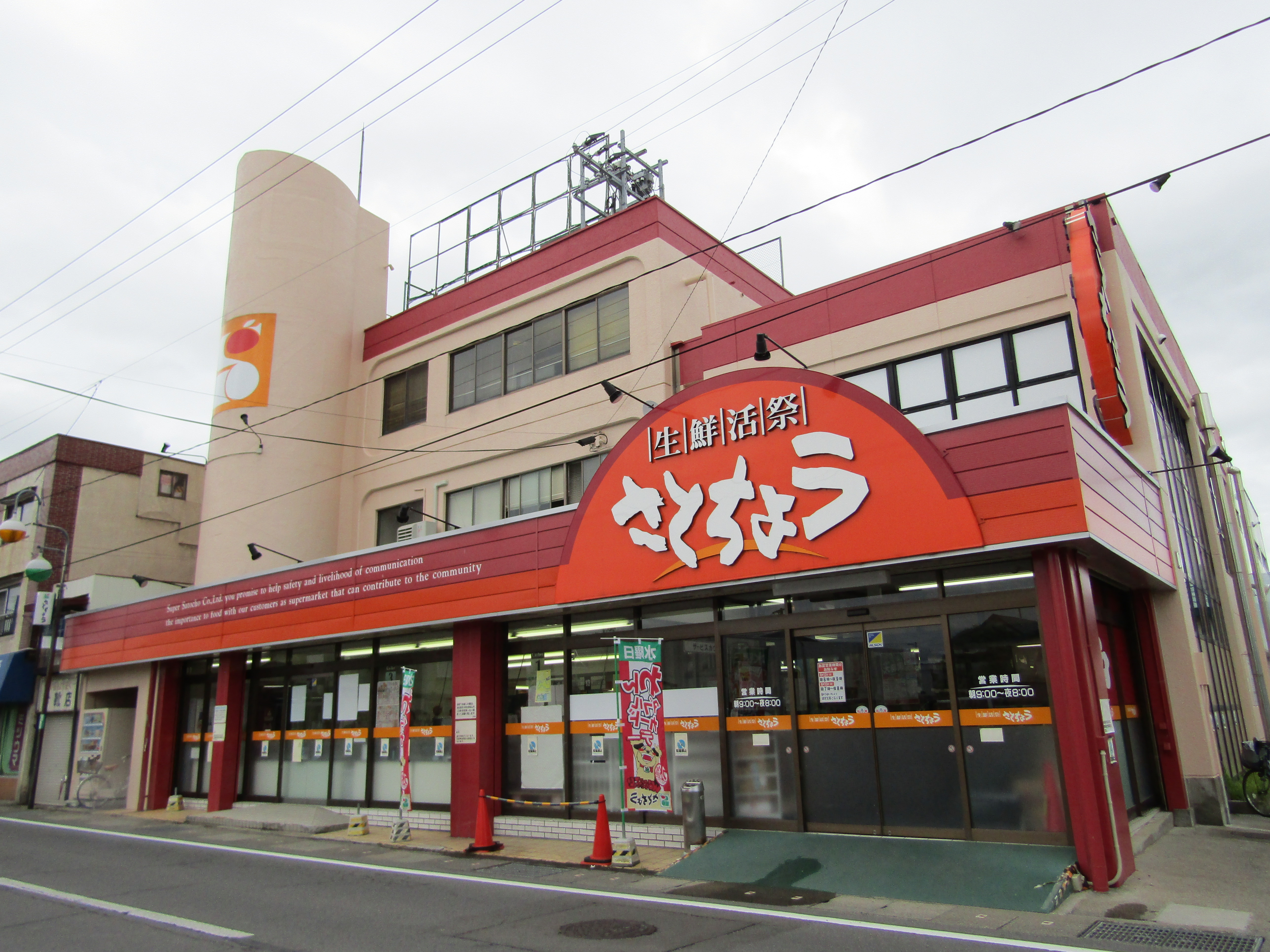
さとちょう 板柳店

  - 3月 - 破産した旧スーパー三正の店舗を取得し[29]、「岩木店」を開業。
  - 4月 - 岩木店と同様に破産した旧スーパー三正の店舗を取得し[29]、「板柳店」を開業。
  - 7月 - 「スーパーセンタートライアル 名取美田園店」にテナントの「魚三」（水産部門）として出店。
  - 10月 - 「スーパーセンタートライアル 名取店」および「同 イオンモール下田店」にテナントの「魚三」（水産部門）として出店。
  - 11月 - 「むつ松木屋店」を開業。

- 2017年（平成29年）

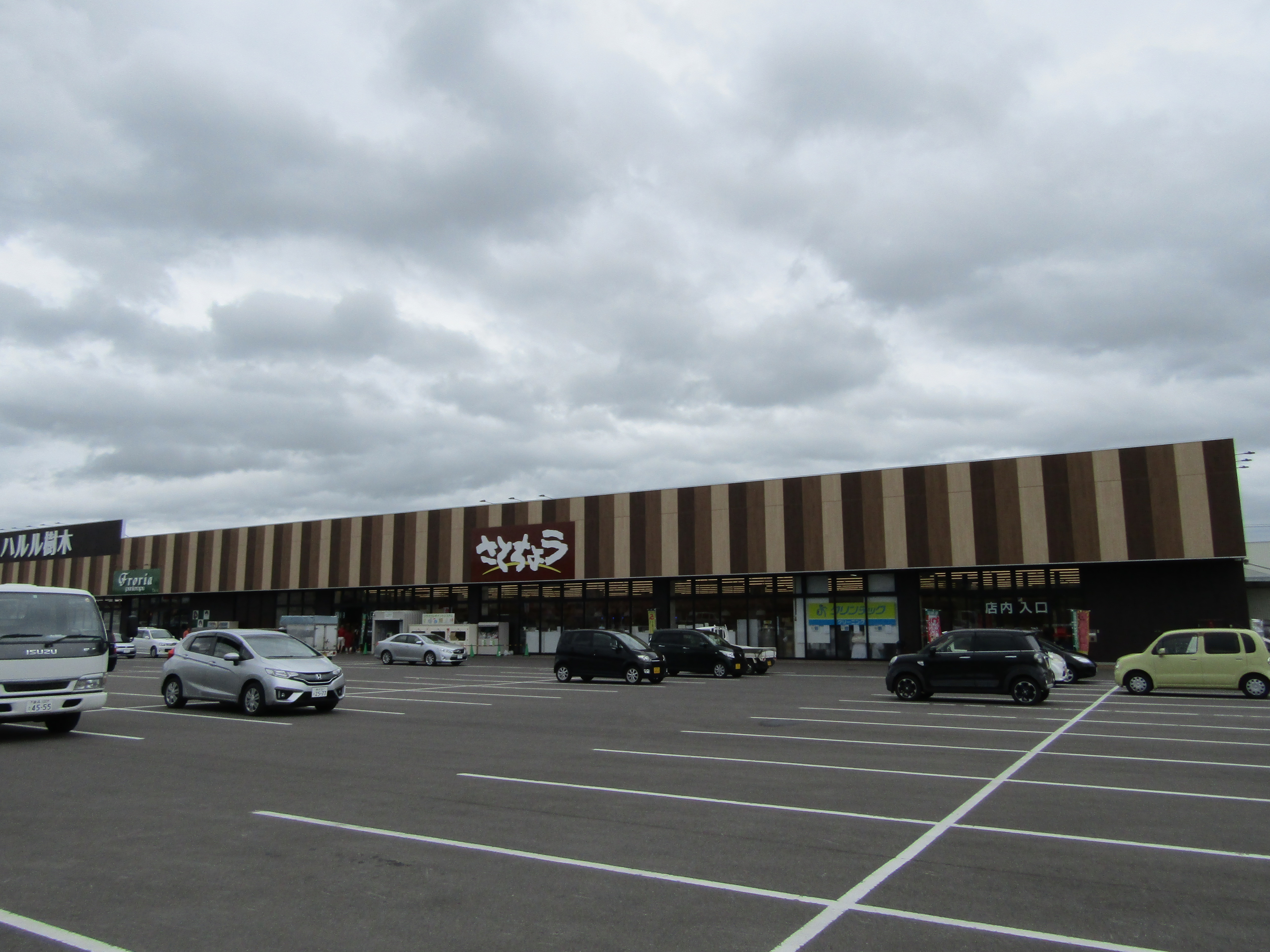
さとちょう 樹木店

  - 1月 - 「桔梗野店」の移転先店舗としてハルル樹木内に「樹木店」を開業[30]。
  - 4月
    - 本社を創業地である弘前市松森町から同市桔梗野の旧さとちょう桔梗野店へと移転[9]。
    - 「佐藤長プロセスセンター」が稼動開始。

- 2018年（平成30年）
  - 5月6日 - 「七戸店」を閉店[31]。

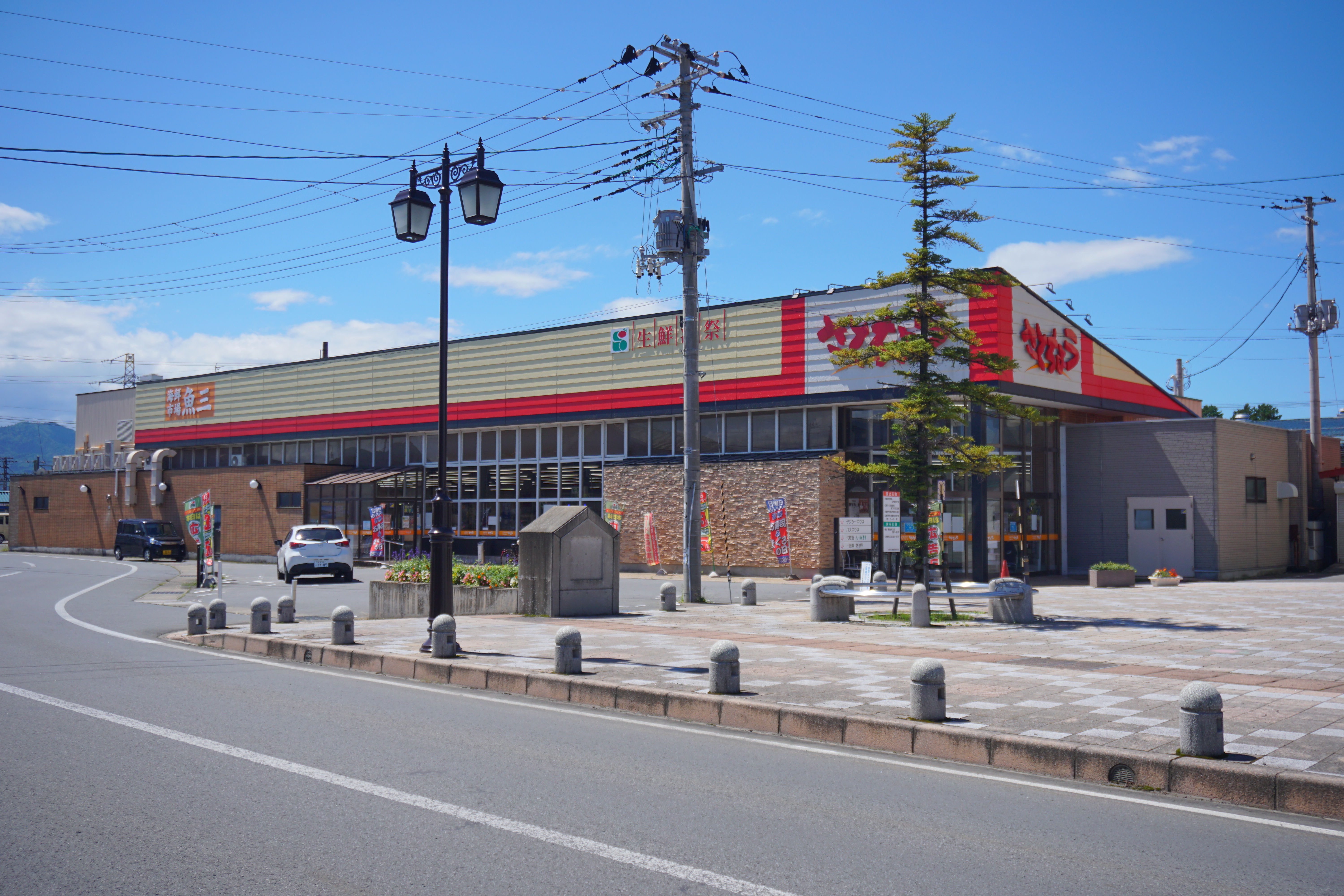
さとちょう 平賀駅前店

  - 8月7日 - ヒロロ内に「ヒロロ店」を開業[32][33]。
  - 10月 - 「木造店」、「平賀駅前店」および「青森富田店」が開業。
  - 11月 - 「下町店」が開業。
- 2019年（平成31年/令和元年）
  - 3月 - 株式会社魚三水産を設立。
  - 10月 - 「スーパーセンタートライアル 十和田店」にテナントの「魚三」（水産部門）として出店。
- 2020年（令和2年）
  - 1月 - 「スーパーセンタートライアル 滝沢店」にテナントの「魚三」（水産部門）として出店。なお、この店舗は2013年8月から2019年11月の期間に営業していた「スーパーセンタートライアル 盛岡青山店」を閉店した上での新築移転である。
  - 2月 - 「大鰐店」を開業。
  - 4月 - 「イオンモール下田店」にテナントのRo3（畜産部門）として出店[34]。
  - 11月 - 「スーパーセンタートライアル 花巻店」および「クスリのアオキ 天童中里店」にテナントの「魚三」（水産部門）として出店。
- 2021年（令和3年）
  - 2月 - 「クスリのアオキ 古川駅東店」にテナントの「魚三」（水産部門）として出店。
  - 5月 - 「スーパーセンタートライアル おいらせ店」にテナントの「魚三」（水産部門）として出店。
- 2022年（令和4年）
  - 1月 - 「クスリのアオキ 錦ケ丘店」にテナントの「魚三」（水産部門）として出店。
  - 2月 - 「クスリのアオキ 河北店」にテナントの「魚三」（水産部門）として出店。
  - 3月 - 「クスリのアオキ 大河原店」にテナントの「魚三」（水産部門）として出店。
- 2023年（令和5年）
  - 1月15日 - 「ヒロロ店」が閉店[33]。
  - 6月26日 - 青森食研と共に青森地方裁判所弘前支部へ民事再生法適用を申請[4][2]。
  - 10月20日 - 全店舗が閉店[5]。
  - 10月23日 - 18店舗並びに魚三の資産の一部を株式会社青森トライアルへ、青森食研が手掛けている事業をトライアルカンパニーへ譲渡。
  - 12月5日 - 関連会社のヱスヱス商事が青森地方裁判所弘前支部から破産手続開始決定を受ける[23]。

## 事業譲渡直前に営業していた店舗

### 青森トライアルへ譲渡された店舗
- 金木店（五所川原市）
- 尾上店（平川市） - トライアルカンパニーが運営する店舗に尾ノ上店（熊本市東区、スーパーセンター業態）を2024年2月に開店する予定のため、青森トライアルへの譲渡後に店舗名を平川尾上店へ変更。
- 岩木店（弘前市）
- 城東店（弘前市）
- 広田店（五所川原市） - 譲渡前の2021年8月からトライアルカンパニーのノウハウを導入した「さとちょう Powered by TRIAL」として営業していた。
- 平賀店（平川市）
- 木造店（つがる市）
- 下町店（弘前市）
- 板柳店（板柳町）
- 浜の町店（弘前市）
- 新宮店（五所川原市） - トライアルカンパニーが運営する店舗に新宮店（福岡県糟屋郡、メガセンター業態）が既に存在しているため、青森トライアルへの譲渡後に店舗名を五所川原新宮店へ変更。
- 大原店（弘前市）
- 森田店（つがる市）
- 相馬店（弘前市）
- 高杉店（弘前市）
- 常盤店（藤崎町） - 譲渡後に全面改装が行われ、2023年12月15日に「TRIAL GO」としてリニューアルオープンされる。
- 浪岡店（青森市） - 譲渡後に全面改装が行われ、2023年12月8日に「TRIAL GO」としてリニューアルオープンされる[22]。
- むつ新町店（むつ市） - 譲渡後に全面改装が行われ、2023年12月1日に「TRIAL smart」としてリニューアルオープンされる[21]。

### 青森トライアルへの譲渡対象外となった店舗
- 松森町店（弘前市） - 2023年10月20日閉店
- エコさとちょう小比内店（弘前市） - 2023年10月20日閉店
- 中央店（むつ市） - 2023年10月20日閉店。2024年6月27日に「ドン・キホーテむつ店」としてオープン[35]。
- むつ松木屋店（むつ市） - 2023年10月20日閉店
- 樹木店（弘前市） - ヱスヱス商事運営、ハルル樹木内、2023年10月20日閉店。店舗跡はユニバースが近隣の「Uマート桔梗野店」を移転させる形で[36]2024年10月18日に「ユニバース樹木店」として開業[37][38]。
- 寿町店（黒石市） - ヱスヱス商事運営、2023年10月20日閉店
- エコさとちょう大鰐店（大鰐町） - 2023年9月12日閉店
- エコさとちょう平賀駅前店（平川市） - 2023年9月12日閉店

## イメージソング
- 「みんな笑顔で」 - さとちょう全店の店内で流れていた。

## 事故
2019年9月14日12時56分ごろに堅田店にて火災が発生。出火元は同店舗のテナントである「―手造り―やきとり串焼くん」からであり、周辺の道路が約4時間通行止めになるなど、大規模な火災となった。
15時50分ごろに鎮火。怪我人は出ておらず、人命には影響は出ていない。
その後、店舗は約2年程手付かずのままだったが、2020年12月上旬ごろ佐藤長堅田店の店舗解体工事に着手し、2021年3月上旬ごろに新築工事を開始した。店舗跡地には「ハッピー・ドラッグ 弘前堅田店」が2021年6月17日（木）に開店している。

## 関連会社
- 有限会社ヱスヱス商事
- 総鮮物産株式会社
- 株式会社むつ松木屋
- 株式会社魚三水産
- 株式会社ウッドペッカー
- 株式会社川善屋・株式会社ルミエール
- 美濃清食品株式会社
- 株式会社KG・トランスチルド
- 株式会社青森食研